# Seria GP3 – Red Bull Ring 2016
Runda GP3 na torze Red Bull Ring – druga runda mistrzostw serii GP3 w sezonie 2016.

## Lista startowa
| Nr | Kierowca                  | Zespół              | Samochód       | Silnik      | Opony |
| -- | ------------------------- | ------------------- | -------------- | ----------- | ----- |
| 1  | Charles Leclerc           | ART Grand Prix      | Dallara GP3/16 | AER V6 3.4l | P     |
| 2  | Nirei Fukuzumi            | ART Grand Prix      | Dallara GP3/16 | AER V6 3.4l | P     |
| 3  | Alexander Albon           | ART Grand Prix      | Dallara GP3/16 | AER V6 3.4l | P     |
| 4  | Nyck de Vries             | ART Grand Prix      | Dallara GP3/16 | AER V6 3.4l | P     |
| 5  | Antonio Fuoco             | Trident             | Dallara GP3/16 | AER V6 3.4l | P     |
| 6  | Artur Janosz              | Trident             | Dallara GP3/16 | AER V6 3.4l | P     |
| 7  | Giuliano Alesi            | Trident             | Dallara GP3/16 | AER V6 3.4l | P     |
| 8  | Sandy Stuvik              | Trident             | Dallara GP3/16 | AER V6 3.4l | P     |
| 9  | Jake Dennis               | Arden International | Dallara GP3/16 | AER V6 3.4l | P     |
| 10 | Tatiana Calderón          | Arden International | Dallara GP3/16 | AER V6 3.4l | P     |
| 11 | Jack Aitken               | Arden International | Dallara GP3/16 | AER V6 3.4l | P     |
| 14 | Matt Parry                | Koiranen GP         | Dallara GP3/16 | AER V6 3.4l | P     |
| 16 | Matewos Isaakian          | Koiranen GP         | Dallara GP3/16 | AER V6 3.4l | P     |
| 17 | Ralph Boschung            | Koiranen GP         | Dallara GP3/16 | AER V6 3.4l | P     |
| 18 | Akash Nandy               | Jenzer Motorsport   | Dallara GP3/16 | AER V6 3.4l | P     |
| 19 | Richard Gonda             | Jenzer Motorsport   | Dallara GP3/16 | AER V6 3.4l | P     |
| 20 | Óscar Tunjo               | Jenzer Motorsport   | Dallara GP3/16 | AER V6 3.4l | P     |
| 22 | Álex Palou                | Campos Racing       | Dallara GP3/16 | AER V6 3.4l | P     |
| 23 | Steijn Schothorst         | Campos Racing       | Dallara GP3/16 | AER V6 3.4l | P     |
| 24 | Konstantin Tierieszczenko | Campos Racing       | Dallara GP3/16 | AER V6 3.4l | P     |
| 26 | Santino Ferrucci          | DAMS                | Dallara GP3/16 | AER V6 3.4l | P     |
| 27 | Jake Hughes               | DAMS                | Dallara GP3/16 | AER V6 3.4l | P     |
| 28 | Kevin Jörg                | DAMS                | Dallara GP3/16 | AER V6 3.4l | P     |
| Nr | Kierowca                  | Zespół              | Samochód       | Silnik      | Opony |

## Wyniki

### Sesja treningowa
| Nr | Kierowca        | Konstruktor    | Czas     | Okr. |
| -- | --------------- | -------------- | -------- | ---- |
| 1  | Charles Leclerc | ART Grand Prix | 1:20,030 | 21   |

### Kwalifikacje
Źródło: gp3series.com
| Poz. | Nr | Kierowca                  | Konstruktor         | Czas     | Poz. s. |
| ---- | -- | ------------------------- | ------------------- | -------- | ------- |
| 1    | 1  | Charles Leclerc           | ART Grand Prix      | 1:19,041 | 1       |
| 2    | 3  | Alexander Albon           | ART Grand Prix      | 1:19,567 | 2       |
| 3    | 4  | Nyck de Vries             | ART Grand Prix      | 1:19,734 | 3       |
| 4    | 17 | Ralph Boschung            | Koiranen GP         | 1:19,775 | 4       |
| 5    | 2  | Nirei Fukuzumi            | ART Grand Prix      | 1:19,842 | 5       |
| 6    | 14 | Matt Parry                | Koiranen GP         | 1:19,868 | 6       |
| 7    | 20 | Óscar Tunjo               | Jenzer Motorsport   | 1:19,878 | 7       |
| 8    | 9  | Jake Dennis               | Arden International | 1:19,917 | 8       |
| 9    | 27 | Jake Hughes               | DAMS                | 1:19,925 | 9       |
| 10   | 26 | Santino Ferrucci          | DAMS                | 1:19,980 | 10      |
| 11   | 5  | Antonio Fuoco             | Trident             | 1:20,080 | 11      |
| 12   | 8  | Sandy Stuvik              | Trident             | 1:20,102 | 12      |
| 13   | 10 | Tatiana Calderón          | Arden International | 1:20,104 | 13      |
| 14   | 6  | Artur Janosz              | Trident             | 1:20,126 | 14      |
| 15   | 11 | Jack Aitken               | Arden International | 1:20,227 | 15      |
| 16   | 16 | Matewos Isaakian          | Koiranen GP         | 1:20,294 | 16      |
| 17   | 22 | Álex Palou                | Campos Racing       | 1:20,309 | 17      |
| 18   | 23 | Steijn Schothorst         | Campos Racing       | 1:20,378 | 18      |
| 19   | 28 | Kevin Jörg                | DAMS                | 1:20,429 | 19      |
| 20   | 19 | Richard Gonda             | Jenzer Motorsport   | 1:20,579 | 20      |
| 21   | 18 | Akash Nandy               | Jenzer Motorsport   | 1:20,593 | 21      |
| 22   | 24 | Konstantin Tierieszczenko | Campos Racing       | 1:20,651 | 22      |
| Poz. | Nr | Kierowca                  | Konstruktor         | Czas     | Poz. s. |

### Wyścig 1

#### Wyścig
Źródło: Wyprzedź Mnie!
| P                 | + / –     | Nr | Kierowca                  | Konstruktor         | Okr. | Czas / Strata | Komentarz |
| ----------------- | --------- | -- | ------------------------- | ------------------- | ---- | ------------- | --------- |
| 1                 | Bez zmian | 1  | Charles Leclerc           | ART Grand Prix      | 24   | 35:01,756     |           |
| 2                 | Bez zmian | 3  | Alexander Albon           | ART Grand Prix      | 24   | +0:02,292     |           |
| 3                 | Bez zmian | 4  | Nyck de Vries             | ART Grand Prix      | 24   | +0:08,949     |           |
| 4                 | Bez zmian | 17 | Ralph Boschung            | Koiranen GP         | 24   | +0:11,840     |           |
| 5                 | 6         | 5  | Antonio Fuoco             | Trident             | 24   | +0:13,131     |           |
| 6                 | Bez zmian | 14 | Matt Parry                | Koiranen GP         | 24   | +0:15,494     |           |
| 7                 | 2         | 2  | Nirei Fukuzumi            | ART Grand Prix      | 24   | +0:16,694     |           |
| 8                 | 1         | 27 | Jake Hughes               | DAMS                | 24   | +0:18,500     |           |
| 9                 | 6         | 11 | Jack Aitken               | Arden International | 24   | +0:19,129     |           |
| 10                | 2         | 8  | Sandy Stuvik              | Trident             | 24   | +0:20,726     |           |
| 11                | 3         | 6  | Artur Janosz              | Trident             | 24   | +0:43,114     |           |
| 12                | 9         | 18 | Akash Nandy               | Jenzer Motorsport   | 24   | +0:45,524     |           |
| 13                | 6         | 28 | Kevin Jörg                | DAMS                | 24   | +0:45,621     |           |
| 14                | 7         | 20 | Óscar Tunjo               | Jenzer Motorsport   | 24   | +0:46,119     |           |
| 15                | 5         | 26 | Santino Ferrucci          | DAMS                | 24   | +0:46,534     |           |
| 16                | 1         | 22 | Álex Palou                | Campos Racing       | 24   | +0:47,672     |           |
| 17                | 4         | 10 | Tatiana Calderón          | Arden International | 24   | +0:54,379     |           |
| 18                | 4         | 24 | Konstantin Tierieszczenko | Campos Racing       | 23   | +1 okr.       |           |
| 19                | 1         | 19 | Richard Gonda             | Jenzer Motorsport   | 23   | +1 okr.       | [ 3 ]     |
| 20                | 2         | 23 | Steijn Schothorst         | Campos Racing       | 23   | +1 okr.       |           |
| Niesklasyfikowani |           |    |                           |                     |      |               |           |
|                   |           | 16 | Matewos Isaakian          | Koiranen GP         | 4    | +20 okr.      |           |
|                   |           | 9  | Jake Dennis               | Arden International | 3    | +21 okr.      |           |
| P                 | + / –     | Nr | Kierowca                  | Konstruktor         | Okr. | Czas / Strata | Komentarz |

#### Najszybsze okrążenie
| Nr | Kierowca        | Konstruktor    | Czas     | Okr. |
| -- | --------------- | -------------- | -------- | ---- |
| 1  | Charles Leclerc | ART Grand Prix | 1:20,859 | 11   |

### Wyścig 2

#### Wyścig
Źródło: Wyprzedź Mnie!
| P                 | + / – | Nr | Kierowca                  | Konstruktor         | Okr. | Czas / Strata | Komentarz |
| ----------------- | ----- | -- | ------------------------- | ------------------- | ---- | ------------- | --------- |
| 1                 | 4     | 17 | Ralph Boschung            | Koiranen GP         | 17   | 33:57,642     |           |
| 2                 | 5     | 3  | Alexander Albon           | ART Grand Prix      | 17   | +0:00,841     |           |
| 3                 | 1     | 5  | Antonio Fuoco             | Trident             | 17   | +0:01,784     |           |
| 4                 | 2     | 4  | Nyck de Vries             | ART Grand Prix      | 17   | +0:02,276     |           |
| 5                 | 4     | 11 | Jack Aitken               | Arden International | 17   | +0:02,440     |           |
| 6                 | 5     | 27 | Jake Hughes               | DAMS                | 17   | +0:03,103     |           |
| 7                 | 4     | 14 | Matt Parry                | Koiranen GP         | 17   | +0:03,486     |           |
| 8                 | 2     | 8  | Sandy Stuvik              | Trident             | 17   | +0:04,802     |           |
| 9                 | 2     | 6  | Artur Janosz              | Trident             | 17   | +0:05,038     |           |
| 10                | 5     | 26 | Santino Ferrucci          | DAMS                | 17   | +0:06,017     |           |
| 11                | 5     | 22 | Álex Palou                | Campos Racing       | 17   | +0:06,169     |           |
| 12                | 8     | 23 | Steijn Schothorst         | Campos Racing       | 17   | +0:07,080     |           |
| 13                | 1     | 20 | Óscar Tunjo               | Jenzer Motorsport   | 17   | +0:07,349     |           |
| 14                | 1     | 28 | Kevin Jörg                | DAMS                | 17   | +0:09,539     |           |
| Niesklasyfikowani |       |    |                           |                     |      |               |           |
|                   |       | 9  | Jake Dennis               | Arden International | 14   | +3 okr.       |           |
|                   |       | 10 | Tatiana Calderón          | Arden International | 13   | +4 okr.       |           |
|                   |       | 1  | Charles Leclerc           | ART Grand Prix      | 13   | +4 okr.       |           |
|                   |       | 18 | Akash Nandy               | Jenzer Motorsport   | 10   | +7 okr.       |           |
|                   |       | 24 | Konstantin Tierieszczenko | Campos Racing       | 9    | +8 okr.       |           |
|                   |       | 16 | Matewos Isaakian          | Koiranen GP         | 8    | +9 okr.       |           |
|                   |       | 19 | Richard Gonda             | Jenzer Motorsport   | 5    | +12 okr.      |           |
|                   |       | 2  | Nirei Fukuzumi            | ART Grand Prix      | 1    | +16 okr.      |           |
| P                 | + / – | Nr | Kierowca                  | Konstruktor         | Okr. | Czas / Strata | Komentarz |

#### Najszybsze okrążenie
| Nr | Kierowca       | Konstruktor | Czas     | Okr. |
| -- | -------------- | ----------- | -------- | ---- |
| 17 | Ralph Boschung | Koiranen GP | 1:35,850 | 10   |

## Klasyfikacja po zakończeniu rundy

### Kierowcy
| P  | +/− | Kierowca                  | Starty | Punkty | P1 | P2 | P3 | PP | NO | NS |
| -- | --- | ------------------------- | ------ | ------ | -- | -- | -- | -- | -- | -- |
| 1  | 0   | Charles Leclerc           | 4      | 58     | 2  | –  | –  | 1  | 2  | 1  |
| 2  | 0   | Alexander Albon           | 4      | 53     | 1  | 2  | –  | –  | –  | –  |
| 3  | +1  | Antonio Fuoco             | 4      | 42     | –  | –  | 2  | –  | –  | –  |
| 4  | +5  | Nyck de Vries             | 4      | 31     | –  | –  | 1  | –  | –  | –  |
| 5  | −2  | Jake Hughes               | 4      | 31     | –  | 1  | –  | 1  | –  | –  |
| 6  | +5  | Ralph Boschung            | 4      | 30     | 1  | –  | –  | –  | 1  | –  |
| 7  | −1  | Nirei Fukuzumi            | 4      | 21     | –  | –  | 1  | –  | –  | 1  |
| 8  | −3  | Óscar Tunjo               | 4      | 18     | –  | 1  | –  | –  | 1  | –  |
| 9  | −2  | Jake Dennis               | 4      | 14     | –  | –  | –  | –  | –  | 2  |
| 10 | −2  | Kevin Jörg                | 4      | 12     | –  | –  | –  | –  | –  | –  |
| 11 | +3  | Matt Parry                | 4      | 10     | –  | –  | –  | –  | –  | –  |
| 12 | +9  | Jack Aitken               | 4      | 8      | –  | –  | –  | –  | –  | –  |
| 13 | −3  | Matewos Isaakian          | 4      | 4      | –  | –  | –  | –  | –  | 2  |
| 14 | +4  | Sandy Stuvik              | 4      | 2      | –  | –  | –  | –  | –  | –  |
| 15 | −2  | Artur Janosz              | 4      | 0      | –  | –  | –  | –  | –  | –  |
| 16 | −4  | Santino Ferrucci          | 4      | 0      | –  | –  | –  | –  | –  | –  |
| 17 | 0   | Álex Palou                | 4      | 0      | –  | –  | –  | –  | –  | –  |
| 18 | +5  | Steijn Schothorst         | 4      | 0      | –  | –  | –  | –  | –  | 1  |
| 19 | +3  | Akash Nandy               | 4      | 0      | –  | –  | –  | –  | –  | 1  |
| 20 | −4  | Tatiana Calderón          | 4      | 0      | –  | –  | –  | –  | –  | 1  |
| 21 | −1  | Konstantin Tierieszczenko | 4      | 0      | –  | –  | –  | –  | –  | 1  |
| 22 | −7  | Richard Gonda             | 4      | 0      | –  | –  | –  | –  | –  | 1  |
| 23 | −4  | Giuliano Alesi            | 2      | 0      | –  | –  | –  | –  | –  | –  |
| 24 | 0   | Mahaveer Raghunathan      | 2      | 0      | –  | –  | –  | –  | –  | –  |
| P  | +/− | Kierowca                  | Starty | Punkty | P1 | P2 | P3 | PP | NO | NS |

### Zespoły
| P | +/− | Konstruktor         | Starty | Punkty | P1 | P2 | P3 | PP | NO | NS |
| - | --- | ------------------- | ------ | ------ | -- | -- | -- | -- | -- | -- |
| 1 | 0   | ART Grand Prix      | 16     | 155    | 3  | 2  | 2  | 2  | 3  | 2  |
| 2 | +4  | Koiranen GP         | 14     | 44     | 1  | –  | –  | –  | 1  | 2  |
| 3 | 0   | Trident             | 14     | 44     | –  | –  | 2  | –  | –  | –  |
| 4 | −2  | DAMS                | 12     | 43     | –  | 1  | –  | 1  | –  | –  |
| 5 | 0   | Arden International | 12     | 22     | –  | –  | –  | –  | –  | 3  |
| 6 | −2  | Jenzer Motorsport   | 12     | 18     | –  | 1  | –  | –  | 1  | 2  |
| 7 | 0   | Campos Racing       | 12     | 0      | –  | –  | –  | –  | –  | 2  |
| P | +/− | Kierowca            | Starty | Punkty | P1 | P2 | P3 | PP | NO | NS |